# Schronisko w Łupkowie
„Chata na Końcu Świata” – prywatny obiekt noclegowy (chatka studencka) nieposiadający aktualnie (2021) statusu schroniska, położony na terenie osady Stary Łupków w dolinie potoku Roztoka, na wysokości ok. 580 m n.p.m. Obiekt prowadzony jest przez Stowarzyszenie Miłośników Schroniska w Łupkowie.

Jego początki sięgają 1982 roku, kiedy to Almatur odkupił od Zakładu Karnego w Łupkowie niedokończoną chatę wraz z budynkiem gospodarczym (który spłonął w 1996 roku). Własnością Stowarzyszenia budynek stał się w 1996 roku. 

Obecnie budynek funkcjonuje cały rok. Posiada 20 miejsc noclegowych, a obok obiektu znajduje się pole namiotowe. Obiekt nie jest zelektryfikowany, a sanitariaty znajdują się na zewnątrz.

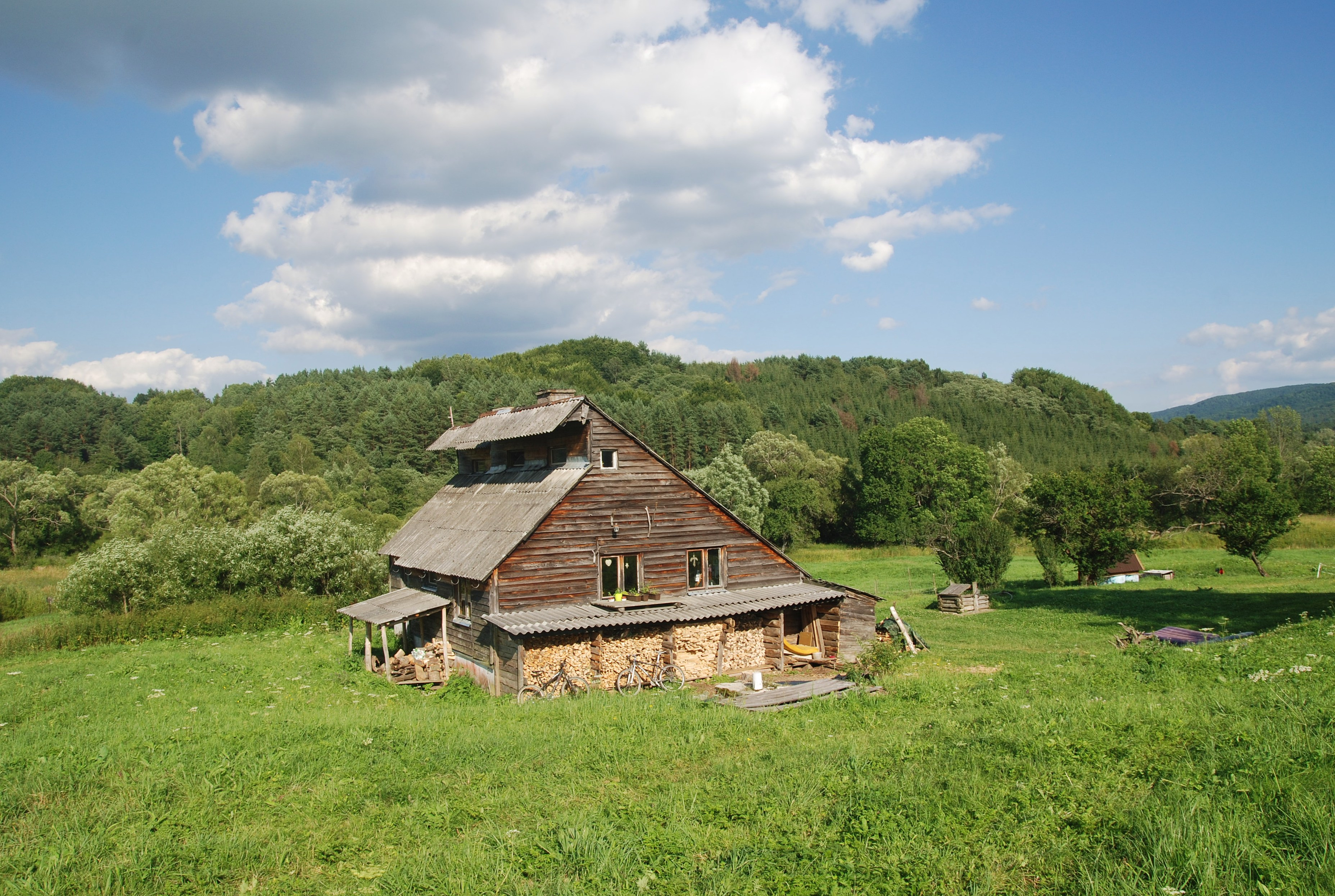
Widok od strony południowej
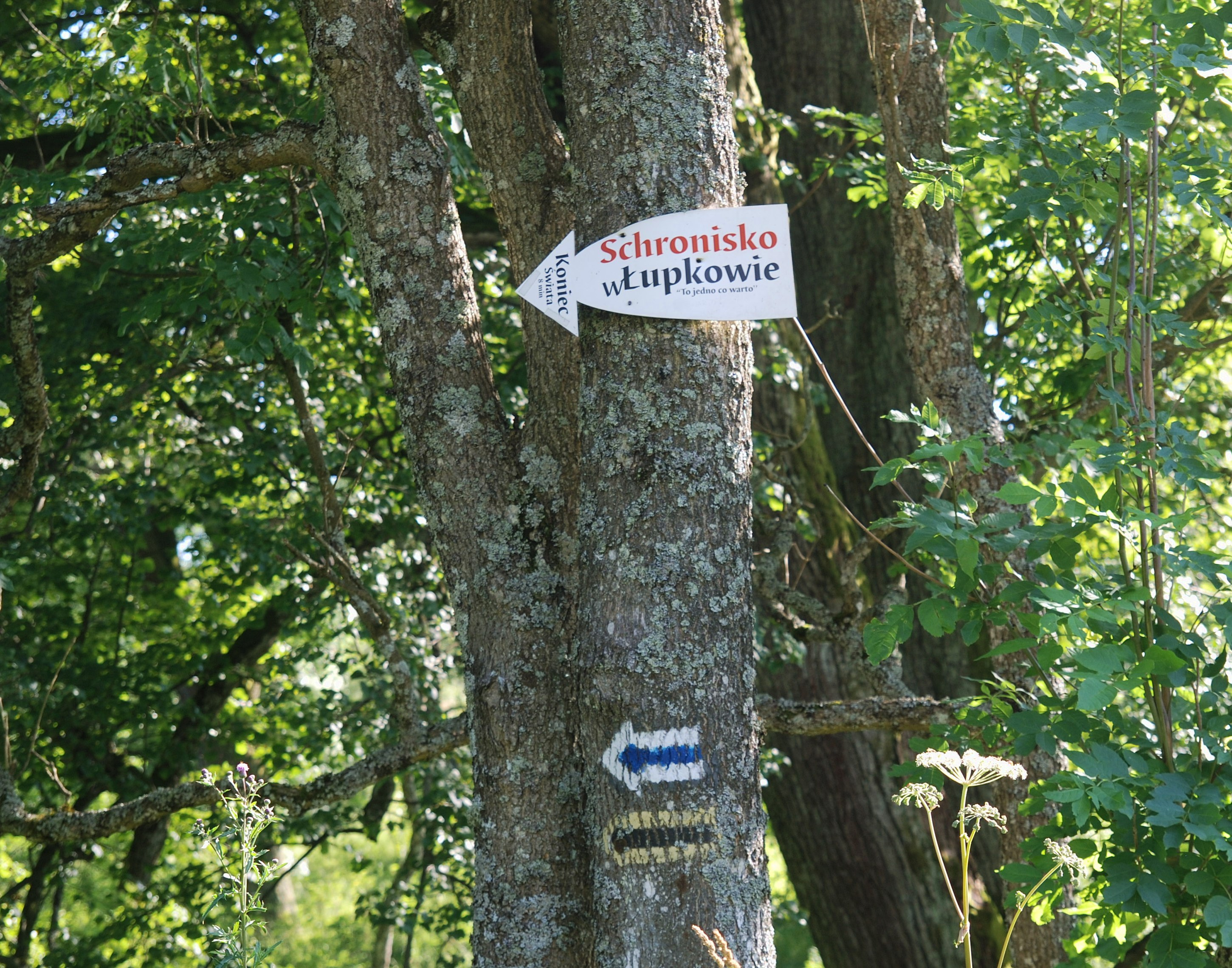
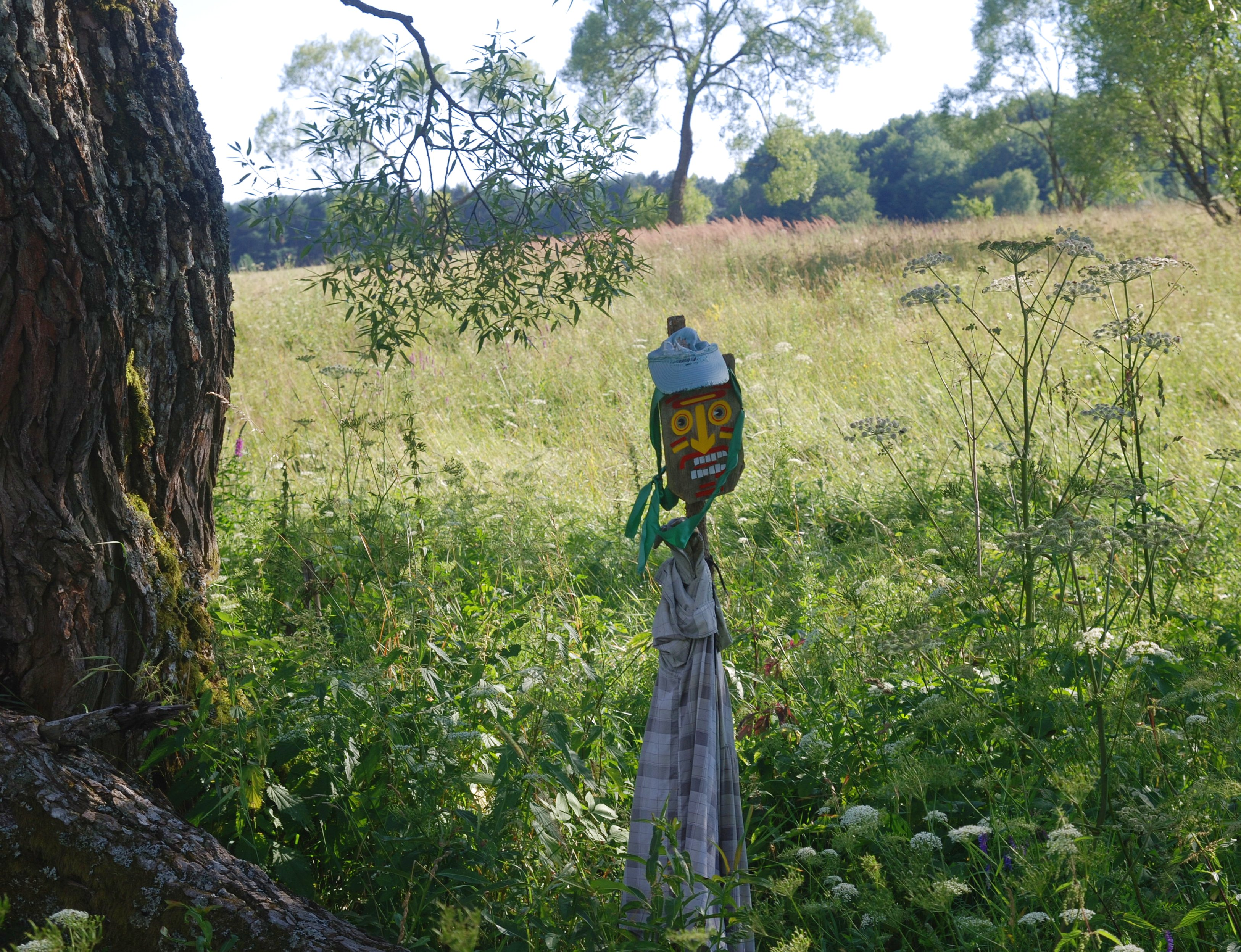

## Piesze szlaki turystyczne
- szlak turystyczny Rzeszów-Grybów na odcinku: Wielki Bukowiec – Przełęcz Radoszycka – Nowy Łupków - Schronisko w Łupkowie – Zubeńsko – Wysoki Groń – Balnica